# Uchama
Uchama ist ein städtischer Verwaltungsbezirk (englisch Ward) des Distrikts Nzega (TC) in der tansanischen Region Tabora.

## Geografie
Uchama ist ein Bezirk im westlichen zentralen Hochland von Tansania. Er umfasst den nördlichen Teil der Distrikthauptstadt Nzega und die angrenzenden Orte. Bei der Volkszählung 2022 lebten 10.559 Menschen in 2049 Haushalten auf einer Fläche von 83 Quadratkilometern.
Der Bezirk grenzt im Norden an den Distrikt Nzega und sonst an sechs Bezirke des Distrikts Nzega (TC).
| Nzega Ndogo           | Lusu                                        |           |
| Ijanija               | Kompassrose, die auf Nachbargemeinden zeigt | Mbogwe    |
| Nzega Mjini Magharibi | Nzega Mjini Mashariki                       | Kitangili |

## Gliederung
Der Bezirk besteht aus drei Gemeinden (swahili Mtaa) mit 30 Orten (Kitongoji):
| Uchama - Uchama Mashariki - Uchama Magharibi - Uchama Kati - Imalakaseko - Kage - Ijija - Buseba - Udeme - Bungula - Katundu | Idala - Idala - Shabela - Ikonokelo - Kitongo A - Kitongo B - Wela - Idalu Kaskazini - Idalu Kusini - Ichamika | Undomo - Nyagi - Mwisulu - Idanda - Undomo Cheyo - Ukamba Mpya - Budushi - Ndoba - Ishiki - Mwadui - Choma - Bulangale |

## Infrastruktur
- Bildung: Im Bezirk liegen drei weiterführende Schulen.[7] Die Ijanija Secondary School und die Undomo Secondary School sind staatliche Tagesschulen bis zur 4. Stufe.[8][9] Die Uchama Secondary School wird von der römisch-katholischen Kirche geführt und bildet Tages- und Internatsschüler bis zur 6. Stufe aus.[10]
- Gesundheit: In den Gemeinden Uchama[11] und Undomo[12] gibt es je eine staatliche Apotheke, in Uchama zusätzlich eine private Apotheke mit Labor.[13]
- Verkehr: Durch den Bezirk verläuft die asphaltierte Nationalstraße T8, die Tabora mit Shinyanga verbindet.[14]